# Élections fédérales australiennes de 1955
Des élections législatives et sénatoriales fédérales se tiennent le 10 décembre 1955 en Australie afin de renouveler les 122 sièges de la Chambre des représentants et 30 des 60 sièges du Sénat.
Ces élections ont été remportées par la Coalition Libéraux/Nationaux de Robert Menzies.